# Praemunire
Praemunire (latin praemonere, varna) kallas flera engelska lagar från medeltiden, liksom den process och det straff som dessa lagar stadgade. 
Ursprungligen avsåg praemunirelagstiftningen enbart att förebygga ingrepp från främmande domstolar i den engelska kungens jurisdiktion (1353 års statut), utan att särskilt avse den påvliga domen. Men senare riktades lagen (1365 års statut) mot Rom, och 1393 stadgades att praemunirestraffet
(aktförklaring och förlust av egendom) skulle drabba var och en som inför Rom eller annan utländsk domstol drog någon sak som rörde Englands krona och rike, samt var och en som mottog och befordrade en påvlig bulla inom England eller ville hindra verkställighet av kungens dom genom en sådan. 
Praemunirestraffet utsträcktes senare till dem som hämtade dispenser från Rom eller motsatte sig kungens rätt att utnämna biskopar, och under Edvard IV (1461-83) slutligen till alla andliga domstolar, om de blandade sig i världsliga ting. I många statsrättsliga akter som avser befallningar till innehavare av kyrkliga ämbeten, till exempel parlamentskallelser, förekommer regelmässigt en så kallad "praemunientes clause", varigenom vederbörande erinras om sin ovillkorliga lydnadsplikt med avseende på den kungliga befallningen. 
Namnet praemunire kommer av det första ordet i kallelsen till den åtalade.